# Елијас Линдхолм
Елијас Виктор Зебулон Линдхолм (швед. Elias Viktor Zebulon Lindholm — Боден, 2. децембар 1994) професионални је шведски хокејаш на леду који игра на позицијама нападача, као центар и десно крило.
Члан је сениорске репрезентације Шведске за коју је на међународној сцени дебитовао на светском првенству 2015. године. Са репрезентацијом је освојио и титулу светског првака на СП 2017. године. 
Учествовао је на улазном драфту НХЛ лиге 2013. где га је као 5. пика у првој рунди одабрала екипа Каролина харикенса. Први погодак у НХЛ лиги постигао је 20. октобра 2013. године у утакмици против Вашингтон капиталса. У тренутку постизања тог погодка Линдхолм је имао 18 година и 311 дана и тако постао најмлађи шведски хокејаш у историји као стрелац НХЛ гола (претходни рекорд држао је Габријел Ландеског који је у тренутку постизања поготка био 13 дана старији од Линдхолма). Пре одласка у НХЛ две сезоне је играо у шведској лиги за екипу Бринеса.